# Martha Graham
Martha Graham (Pittsburgh, 11 maggio 1894 – New York, 1º aprile 1991) è stata una danzatrice e coreografa statunitense.
Da molti è considerata la più grande danzatrice statunitense del XX secolo, nonché la "madre" della danza moderna americana. Sostenitrice del "movimento" come massima forma di espressione, con le forme angolari che riusciva ad assumere col suo minuto ma vibrante corpo sapeva comunicare le più profonde emozioni dell'animo umano.

## Biografia

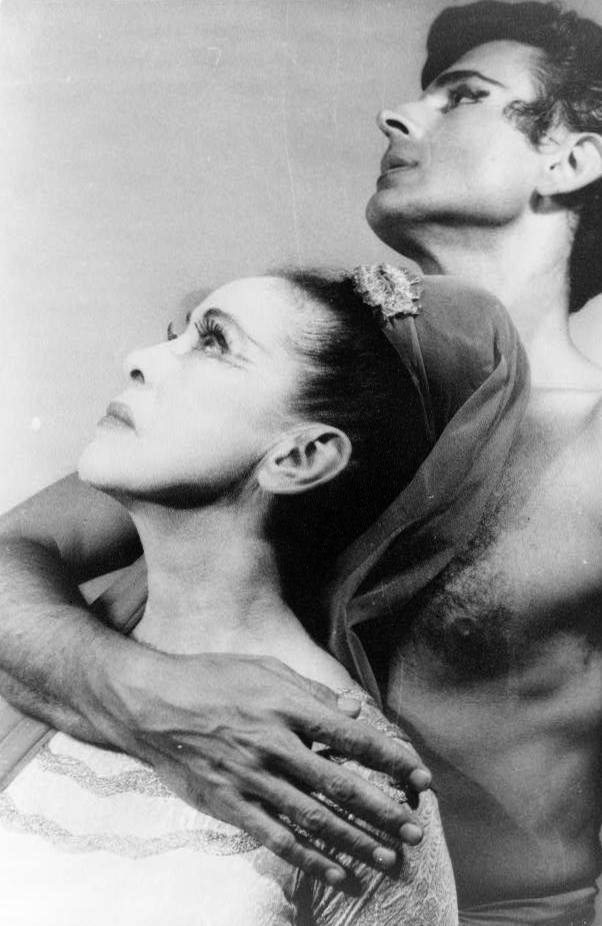
Martha Graham e Bertram Ross, 1961

Il padre era un medico psichiatra. La sua famiglia, piuttosto agiata, nel 1908 si trasferì da Allegheny - piccolo centro nei pressi di Pittsburgh (Pennsylvania) - a Santa Barbara, in California. Nel 1911, dopo aver assistito all'assolo Radha di Ruth St. Denis, Martha decise di scegliere la danza come professione. Ella avvertì che quel momento avrebbe segnato il suo futuro, come ebbe modo di raccontare in seguito. Dal 1913 al 1916 studiò danza e teatro alla Cumnock School of Expression di Los Angeles; nel 1916 entrò nella Denishawn School, la scuola fondata nel 1915 a Los Angeles da Ruth St. Denis e Ted Shawn, e tra il 1918 e il 1923 danzò in alcune coreografie della Denishawn Company, alcune create per lei dallo stesso Shawn.
Nel 1923 lasciò la Denishawn School e tornò nell'est, a Rochester, New York, dove insegnò alla "Eastman School of Rochester". Debuttò a New York il 18 aprile 1926 con svariate coreografie di propria creazione, su composizioni di Alexander Nikolaevič Scriabin, Claude Debussy, Erik Satie, Maurice Ravel, e Louis Horst, già direttore musicale della Denishawn, il quale nel 1925 aveva lasciato quella compagnia per collaborare con lei. Nel 1926 fondò la sua prima compagnia, la Dance Group, formata da sole donne. Dapprima molte sue coreografie erano legate a tematiche sociali (Immigrant, Revolt) ma fu nel 1929, con la composizione Heretic, che si manifestò la sua originale concezione della danza, frutto di una straordinaria maturazione artistica.
Gli anni trenta furono contraddistinti da una grande spinta creativa durante la quale creò gli assoli Lamentation (1930) e Frontier (1935), per il quale si avvalse per la prima volta della collaborazione dell'architetto Isamu Noguchi per gli elementi scenici. Per la sua compagnia creò Primitive Mysteries (1931), Chronicle (1936), Deep Song e Immediate Tragedy (1937). Nel 1938 ha creato una nuova compagnia, la Martha Graham Dance Company, accettandovi anche i primi danzatori uomini, a cominciare da Erick Hawkins, che poi sarebbe divenuto suo marito. Nel 1939 è entrato nella nuova compagnia anche Merce Cunningham e nel 1955 Paul Taylor.
Negli anni Quaranta la compagnia andò in tournée negli Stati Uniti e a Cuba. La Graham creò El Penitente e Letter to the World (1940) e nel 1944 creò uno dei suoi pezzi più famosi, Appalachian Spring, di nuovo con elementi scenici di Noguchi. Le creazioni del 1946 e 1947 abbondarono in temi mitologici: Cave of the Heart (Medea), Errand into the Maze (Minotauro), Night Journey (Edipo e Giocasta). Nel 1948 sposò Erik Hawkins. Nel 1969, all'età di settantacinque anni, danzò per l'ultima volta. La decisione di abbandonare il palcoscenico nei quattro anni successivi le causò un periodo di notevole depressione che non le ha consentito di creare nuove coreografie fino al 1973.
Nel 1976 è stata la prima danzatrice americana a ricevere la prestigiosa onorificenza statunitense Medaglia presidenziale della libertà (Medal of Fredom, with Distinction), dalle mani del Presidente Gerald Ford. La moglie del Presidente, Betty Ford, prima del matrimonio aveva fatto parte della compagnia di danza della Graham. Nel 1984 ricevette la medaglia della Legion d'onore dal governo francese. in quell'occasione venne celebrata con un gran gala al Lincoln Center di New York.

## La tecnica Graham
Martha Graham è considerata la "madre" della danza moderna americana soprattutto perché ha creato la prima vera e propria tecnica della "nuova" danza. La tecnica Graham si basa sul principale atto fisiologico dell'essere umano: la respirazione, ed è incentrata sulla zona del bacino, perché è lì che ha origine la vita. Il suo principio conduttore è quello dell'alternarsi di contraction e release.
- Contraction sta per “contrazione”: durante la fase di espirazione la colonna vertebrale si curva aiutata da una spinta dei muscoli dorsali verso terra e dei muscoli addominali indietro verso la spina dorsale e in alto verso il diaframma.
- Release sta per “rilascio” (non per “rilassamento”!): nella successiva fase di inspirazione una spinta che parte sempre dal bacino si trasmette lungo tutta la spina dorsale, così la schiena si estende e il corpo raggiunge il punto di massima tensione verso l'alto.
La dinamica prodotta nella spina dorsale dal movimento contraction-release è assimilabile a quello dell'arco e della freccia (si ha "contraction" quando si posiziona la freccia e l'arco è ricurvo, si ha "release" allo scoccare della freccia, quando l'arco si allunga producendo la dinamica del lancio di questa nello spazio). Dunque ogni momento di estensione del corpo è generato dal precedente momento di raccoglimento dell'energia al centro del bacino, così come ogni fase di inspirazione è generata dalla precedente fase di espirazione. Quindi il ciclico ripetersi dello svuotamento dei polmoni al fine di poter essere riempiti di nuova aria corrisponde al ciclo dell'energia che si concentra nel punto centrale del corpo (zona di origine della vita), per potersi poi espandere fino alle zone periferiche.

## Allievi celebri
Molti importanti danzatori hanno lavorato nella compagnia di Martha Graham, tra essi: Bessie Schonberg, Evelyn Sabin, Martha Hill, Gertrude Shurr, Anna Sokolow, Nelle Fisher, Dorothy Bird, Bonnie Bird, Sophie Maslow, May O'Donnell, Jane Dudley, Anita Alvarez, Pearl Lang, Yuriko, Ethel Butler, Ethel Winter, Jean Erdman, Patricia Birch, Nina Fonaroff, Matt Turney, Mary Hinkson, Erick Hawkins, Merce Cunningham, David Campbell, John Butler, Robert Cohan, Stuart Hodes, Glen Tetley, Bertram Ross, Paul Taylor, Mark Ryder, William Carte.
Graham fu l'insegnante anche di alcuni attori e cantanti, fra cui Woody Allen, Miguel Bosé e Madonna: quest'ultima frequentò le lezioni di danza prima di raggiungere la fama negli anni ottanta, e ha dedicato il suo quattordicesimo album Madame X alla maestra.

## Fotografia
Nel 1935 incontra la fotografa americana Barbara Morgan che per alcuni anni documenta il lavoro della compagnia di ballo di Martha Graham e di altri quali Merce Cunningham, Doris Humphrey e José Limón.
Dal 1935 al 1945 Barbara Morgan catturò le metamorfosi del corpo di Martha Graham: una danza rituale, illustrativa che dà ai sentimenti un'espressione fisica. Realizza una meravigliosa opera fotografica intitolata Sixteen Dances in Photographs (1941), nella quale sono documentate le più famose coreografie di Graham, tra cui la celeberrima opera Letter to the World, recentemente riproposta in una grande mostra a Venezia presso la Ikona Gallery (2006).
Yousuf Karsh, fotografo armeno naturalizzato canadese, nella sua fotografia di ritratti incluse anche la grande ballerina, nella quale - a ben vedere - riconosceva "the essence of the extraordinary person". Nel 1948 ritrasse Martha Graham, in uno scatto che è diventato iconico per l'immagine della grande coreografa americana, così come fu per gli altri personaggi fotografati per la rivista Life: Winston Churchill, Georgia O'Keeffe, W. Somerset Maugham, Ernest Hemingway, Charles de Gaulle, Albert Einstein, Robert Borden, Yuri Gagarin, John F. Kennedy, Martin Luther King, Marshall McLuhan.